# 28e parallèle nord
Pour les articles homonymes, voir 28e parallèle.
En géographie, le 28e parallèle nord est le parallèle joignant les points de la surface de la Terre dont la latitude est égale à 28° nord.

## Géographie

### Dimensions
Dans le système géodésique WGS 84, au niveau de 28° de latitude nord, un degré de longitude équivaut à 98,362 km ; la longueur totale du parallèle est donc de 35 410 km, soit environ  88,4% de celle de l'équateur. Il en est distant de 3 098 km et du pôle Nord de 6 904 km,.
Comme tous les autres parallèles à part l'équateur, le 28e parallèle nord n'est pas un grand cercle et n'est donc pas la plus courte distance entre deux points, même situés à la même latitude. Par exemple, en suivant le parallèle, la distance parcourue entre deux points de longitude opposée est 17 705 km ; en suivant un grand cercle (qui passe alors par le pôle nord), elle n'est que de 13 808 km.

### Durée du jour
À cette latitude, le soleil est visible pendant 13 heures et 55 minutes au solstice d'été, et 10 heures et 22 minutes au solstice d'hiver.

## Frontières
Au Mexique, le 28e parallèle nord définit une partie de la frontière entre la Basse-Californie et la Basse-Californie du Sud.